# Katie Hobbsová
Kathleen Marie Hobbs (* 28. prosince 1969 Phoenix, Arizona) je americká politička a členka Demokratické strany, od ledna 2023 guvernérka Arizony po volební výhře nad Republikánkou Kari Lake.
Vysokou školu absolvovala v Arizoně, poté řadu let působila jako sociální pracovnice. V letech 2011 až 2013 byla členkou arizonské Sněmovny reprezentantů, od roku 2013 do roku 2019 pak senátorkou arizonského Státního senátu, kde v letech 2015 až 2019 zastávala funkci vůdkyně senátní menšiny. V roce 2019 se stala státní tajemnicí. V roce 2022 ve volbách na funkci guvernéra Arizony porazila  americkou televizní moderátorku a kandidátku za Republikánskou stranu Kari Lake, když získala o 17 tisíc hlasů (tj. 0,7 %) více.